# Noh Jung-Yoon
Noh Jung-Yoon, född 28 mars 1971 i Incheon i Sydkorea, är en sydkoreansk före detta fotbollsspelare.